# Vasco Fernandes Coutinho

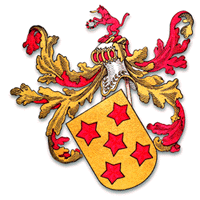
Brasão do Capitão Vasco Fernandes Coutinho

Vasco Fernandes Coutinho (Portugal, c. 1490 - Espírito Santo, Brasil, 1571) foi um fidalgo português. Foi o primeiro capitão-donatário da Capitania do Espírito Santo.

## Biografia
Filho de Jorge de Melo, o Lagio, e de sua mulher Branca Coutinho.
Tendo se destacado nas conquistas portuguesas na África e na Ásia, recebeu o título de fidalgo com direito a brasão, tença e casa em Alenquer (Portugal).

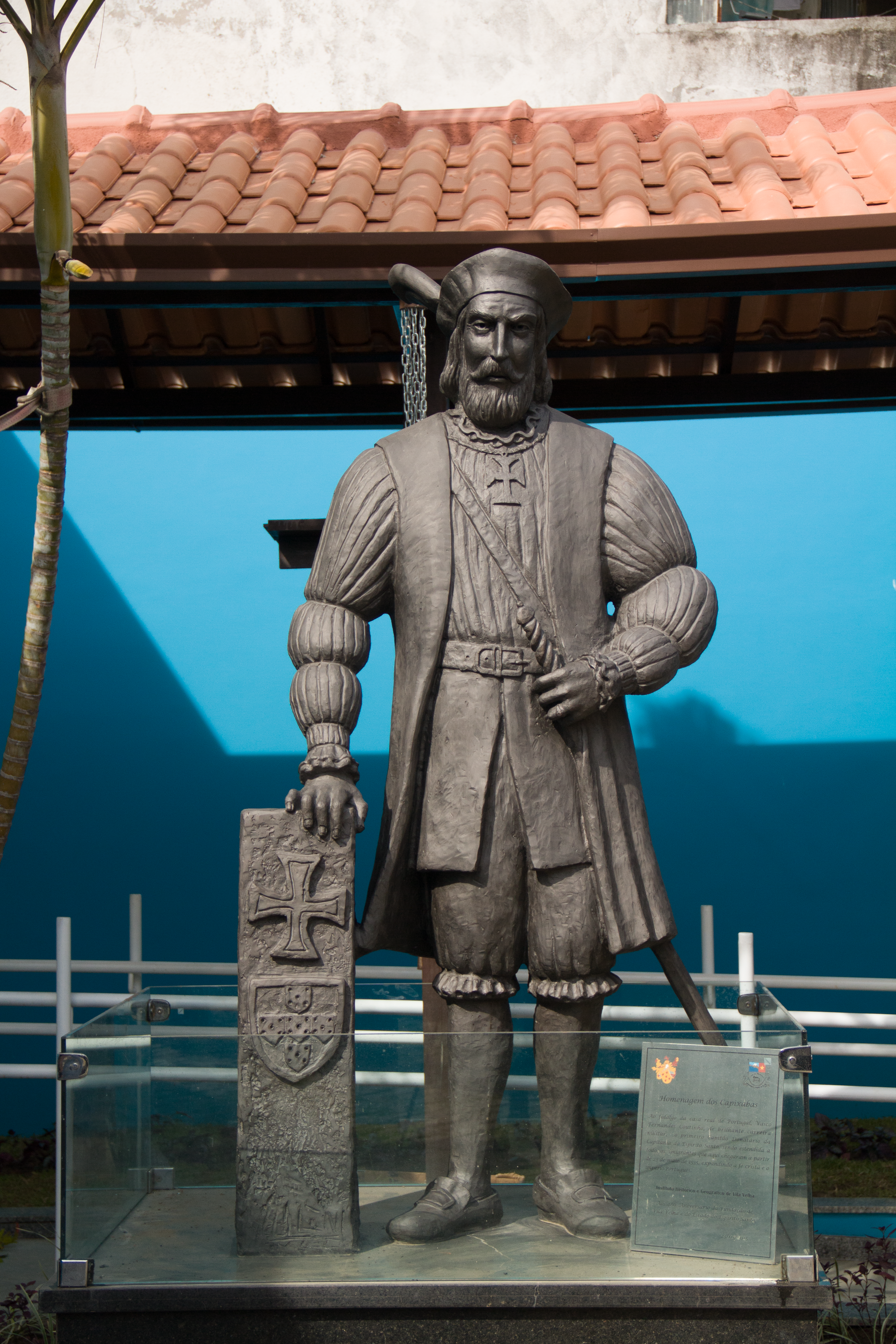
Estatua Vasco Fernandes Coutinho, Instituto Histórico e Geográfico de Vila Velha.

Foi agraciado por D. João III com a décima-primeira das quinze capitanias hereditárias nas terras do Brasil, tendo o seu foral sido passado ainda em 1534.
Partiu de Lisboa em uma embarcação com cerca de 60 pessoas, a maioria degredados, entre os quais se incluíam dois fidalgos: D. Jorge de Meneses e D. Simão de Castelo Branco. Vasco Fernandes Coutinho lidou com circunstâncias extremamente difíceis, integrou-se com os povos nativos, tendo inclusive sido excomungado pela Igreja Católica por adquirir hábitos indígenas como "beber fumo" (fumar tabaco), lutou com índios extremamente bravos que já haviam assassinado alguns de seus compatriotas, e fundou as vilas do Espírito Santo (atual Vila Velha) e de Nossa Senhora da Vitória (atual Vitória, capital do Estado do Espírito Santo). Desenvolveu a agricultura de cana-de-açúcar e fomentou a construção de engenhos para a produção de açúcar.
Poucos anos depois voltou ao reino em busca de ajuda e a procura de sócios dispostos a compartilhar do projeto de conquista do solo da América.
Disputas entre os colonos e conflitos entre estes e os indígenas levaram-no a desistir do empreendimento.
Foi avô do bandeirante Fradique Coutinho.
O brasão de Vasco Fernandes Coutinho é utilizado como brasão da Universidade Federal do Espírito Santo.

## Dados Genealógicos
1º Casamento: Maria do Campo, filha de André do Campo e Maria de Azevedo. Tiveram como filhos:
- Jorge de Melo
- Martim Afonso de Melo
- Guiomar de Melo
- Maria ou Catarina ou Maria Catarina de Melo Coutinho

2º Casamento: Ana Vaz de Almada. Teve como filho:
- Vasco Fernandes Coutinho, casado com Luísa Grimaldi, segundo outros casado com Joana de Carvalho ou, segundo ainda outros, apenas amancebado com Antónia de Escobar.[2]